# Columbia Pictures
 (транскр.  Колумбија пикчерс индастрис Инк.), такође познат и као Columbia Pictures (транскр.  Колумбија пикчерс) америчка је компанија за производњу и дистрибуцију филмова основана 1919. у Лос Анђелесу као Cohn-Brandt-Cohn Film Sales. Компанија је променила име 1924. Члан је групе Sony Pictures Entertainment. Године 1982. компанију је купила Кока-кола, а 1987. је са компанијом Трајстар пикчерс формирала Columbia Pictures Entertaiment. Године 1989. јапанска корпорација Сони купила је Columbia Pictures Entertaiment. Компанија је снимила више од двадесет филмова.